# Заозерськ
Заозерськ (Сєвєроморськ-7, Мурманськ-150, Західна Ліца) — місто поблизу губи Західна Ліца Мотовської затоки Баренцева моря, ЗАТО.
Населення — 11 199 чоловік (перепис 2010).
Заснований в 1958 році як база підводних човнів «Ліца» 1-ї Червонопрапорної флотилії Північного Флоту.

## Досягнення
Заозерськ налічує:
- 37 Героїв Радянського Союзу
- 9 Героїв Російської Федерації
- 1 Герой Соціалістичної Праці

## Соціальна сфера
Дві середні загальноосвітні школи, три дитячих садки, дитяча спортивна школа, дитячо-юнацький центр, центр юного туриста, центр дитячо-юнацької творчості, міжшкільний навчальний комбінат. На початку 2006 року центр дитячо-юнацької творчості та центр юного туриста об'єднали в центр додаткової освіти дітей (ЦДОД). У 2011 році була побудована ковзанка біля школи номер 287, перейменованої в «ново-дев'яточку», оскільки туди перенесли молодші класи зі школи номер 289.
Щотижнева газета «Західна Ліца». У місті щодня о 19:00 віщає заозерський телеканал, також в місті є заозерське радіо. Побудований храм. У місті знаходиться пам'ятник загиблим човнам «Комсомолець» та К-3 «Ленінський комсомол».

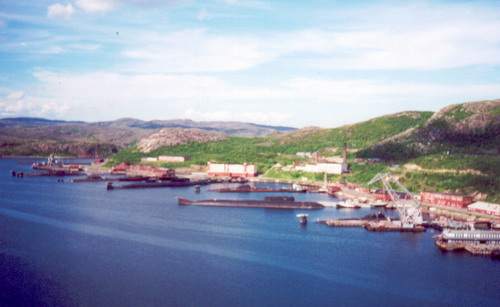
Губа Західна Ліца
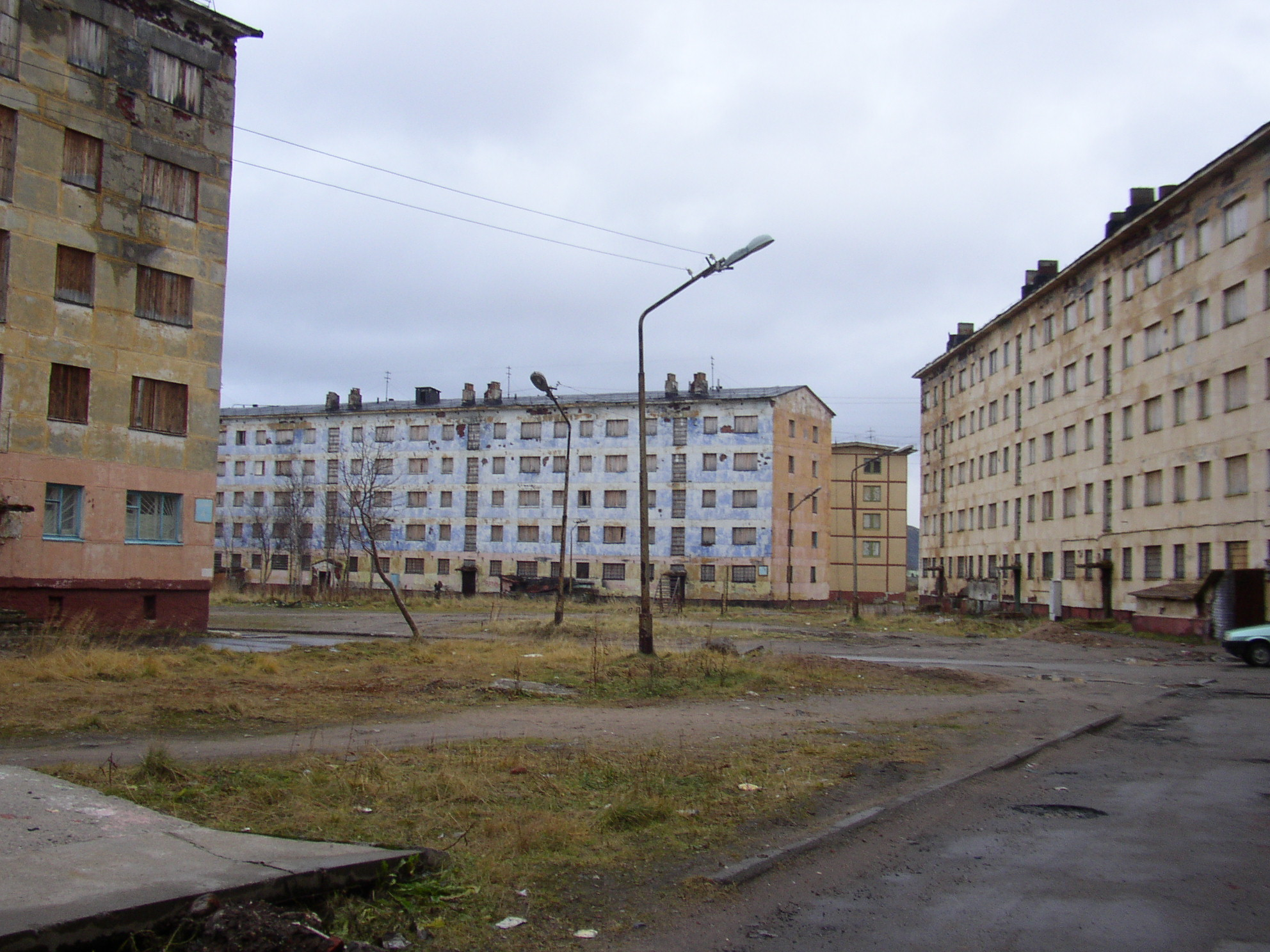
Законсервовані будинки у Заозерську